# کوه ردینگتون
کوه ردینگتون (به انگلیسی: Mount Redington) یک کوه در ایالات متحده آمریکا است که در مین واقع شده‌است.